# Lechtalheiden

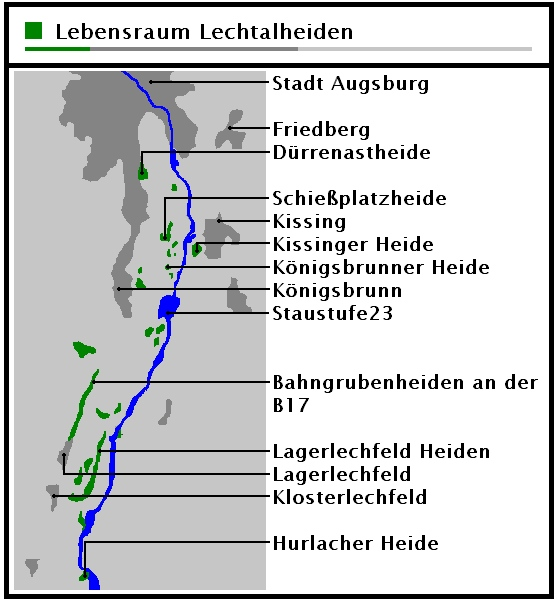
Kerngebiet der Lechtalheiden

Als Lechtalheiden, auch Lechtalhaiden genannt, werden mehrere, größtenteils geschützte Heideflächen im Bereich des Lechtals zwischen Schongau und der Lech-Donaumündung in Bayern zusammenfassend bezeichnet. Die Flächen der insgesamt 24 Kernheiden befinden sich auf 446–561 m Höhe ü. NN in den beiden Regierungsbezirken Schwaben und Oberbayern entlang der Flüsse Lech und Wertach. Die geografische Lage kann um das Kerngebiet mit 48° 15′ N, 10° 55′ O angegeben werden.
Die wertvollsten Bereiche der Naturschutzgebiete finden sich auf dem Lechfeld zwischen Landsberg und Augsburg. Der Augsburger Stadtwald ist eine der letzten erhaltenen naturnahen Landschaften des Lechs. Er bietet ein Mosaik unterschiedlicher Lebensräume.
In den Aubereichen und den Leiten des Lechs zeigen sich seltene, „ursprüngliche“ Lebensräume (Biotope: Magerrasen, Trockenrasen, Auwald). Sie bilden letzte Refugien einer spezialisierten Tier- und Pflanzenwelt und zählen zu den artenreichsten Landschaften Mitteleuropas. Die Heiden und Auen locken insbesondere mit ihrer Blütenpracht von März bis Oktober zahlreiche Besucher an.

## Geografie

### Geologie

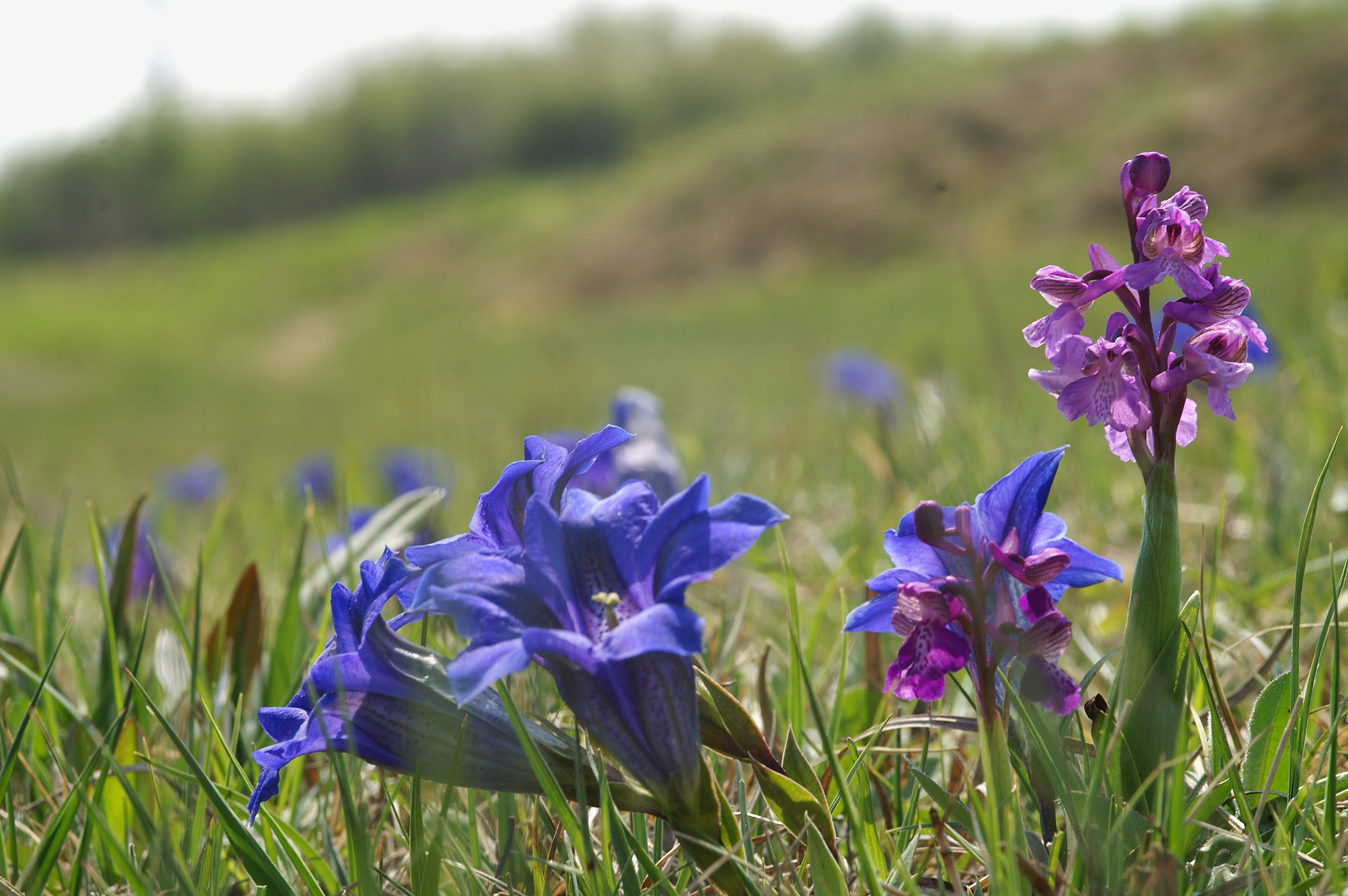
Magerrasen im Frühling

Die Entstehung des Lechtales liegt weit zurück. In mehreren Kalt- und Warmperioden der Eiszeit (Rißeiszeit, vor ca. 120.000 Jahren) wälzte sich der Lechgletscher vor und zurück. Große Mengen Schotter wurden auf diese Weise in nördliche Richtung transportiert. Die angetürmten Schotterhalden wurden bei diesen Vorgängen weiter angehäuft oder auch wieder abgetragen. Diese Vorgänge wurden erst mit Beginn der aktuellen Wärmeperiode abgelöst. Das herangeschobene Schotterprofil dünnt sich in Donaurichtung immer weiter aus. Die Mächtigkeit der Schotter beträgt im Augsburger Raum mehrere Meter.
Die entstandene Schotterschicht wird an vielen Stellen von einer folgenden Schicht bedeckt. Eiszeitliche Tundrawinde wehten eine Lössschicht auf, die eine Höhe von bis zu 3 Metern erreichen kann. Bereiche mit fehlender Lössschicht weisen einen bis zu 60 cm tiefen Verwitterungsschotter auf. Das Lechtal selbst besitzt im betroffenen Bereich eine Breite von 10 bis 15 Kilometern und wird durch 10 bis 50 Meter hohe Hänge begrenzt. Bereiche, die eine konstante Lössschicht aufweisen, wurden zum größten Teil in Ackerflächen umgewandelt. Dabei wurde die Lössschicht entkalkt und zu Lösslehm umgewandelt. Nach einer solchen Umwandlung entstehen ertragreiche Ackerflächen.
Die aufliegenden Lössschichten wirken wasserabsperrend und ermöglichen somit die Entstehung von Staunässe. Auf derartigen Flächen wird die Entstehung von Feuchtwiesen ermöglicht. Die typischen Lebensräume der Lechheiden hingegen entstanden auf Bereichen ohne Lössschicht. Aufkommendes Niederschlagswasser kann auf diesen Flächen schnell in den Bodengrund abgeführt werden. Dies stellt die Grundlage für die Entstehung der Trockenrasen, Magerrasen und Schotterheiden im Lechtal dar. Der kalkhaltige Bodengrund ist auf die Zusammensetzung der Lechschotter und deren Lösungsstoffe zurückzuführen. Dieser hohe Kalkanteil bedingt das Wachstum sogenannter „kalkholder“ Pflanzen, wie Enziane und Orchideen.
Die Lechtalheiden unterscheiden sich von den nördlichen Heidegebieten aufgrund ihrer Bodenbeschaffenheit grundlegend. Die Lechheiden auf den beschriebenen kalkhaltigen Schottergründen sind mit den anmoorigen oder sandigen Böden der norddeutschen Heiden nicht zu vergleichen. Aus diesem Grund zeigt sich hier ein gänzlich unterschiedliches Vegetationsbild. Während sich auf den norddeutschen Heiden große Flächenbereiche mit Heidekrautbewuchs zeigen, bilden auf den Lechheiden freie Trockenrasenflächen den Hauptbestandteil des Landschaftsbildes.
(siehe auch: Lüneburger Heide)

### Das Klima im Lechfeld
Das Klima im Augsburger Raum wird als gemäßigt-ozeanisch bezeichnet. Die Witterungsperioden spielen zwischen gemäßigten, nicht zu kalten Wintern und nicht zu heißen Sommern. Große Schneemengen, die die Vegetation über die Frostperioden hinweg schützen, fallen meist erst ab Januar und halten sich bis Mitte März. Große Niederschlagsmengen werden im Frühsommer verzeichnet. Die meisten Niederschläge werden durch Westwinde herangetragen, längere Trockenperioden fallen im Spätsommer und Frühherbst an. Die Temperatur beträgt im Jahresmittel ca. 10 °C. Es gibt etwa 108 Frosttage (unter 0 °C) und 35 reine Sommertage (über 25 °C). Die durchschnittliche Luftfeuchtigkeit beträgt 75 % bei einer Bewölkung von 70 % im Jahresmittel. Die jährliche Niederschlagsmenge beträgt ca. 850 mm. Für die Vegetation auf den Heiden spielt vor allem das Mikroklima eine Rolle. Hier stechen vor allem sonnige Halden, Trockenrasen, Auwälder, feuchte Senken oder Moore heraus.

## Entwicklungsgeschichte

Veränderung des Flusslaufes

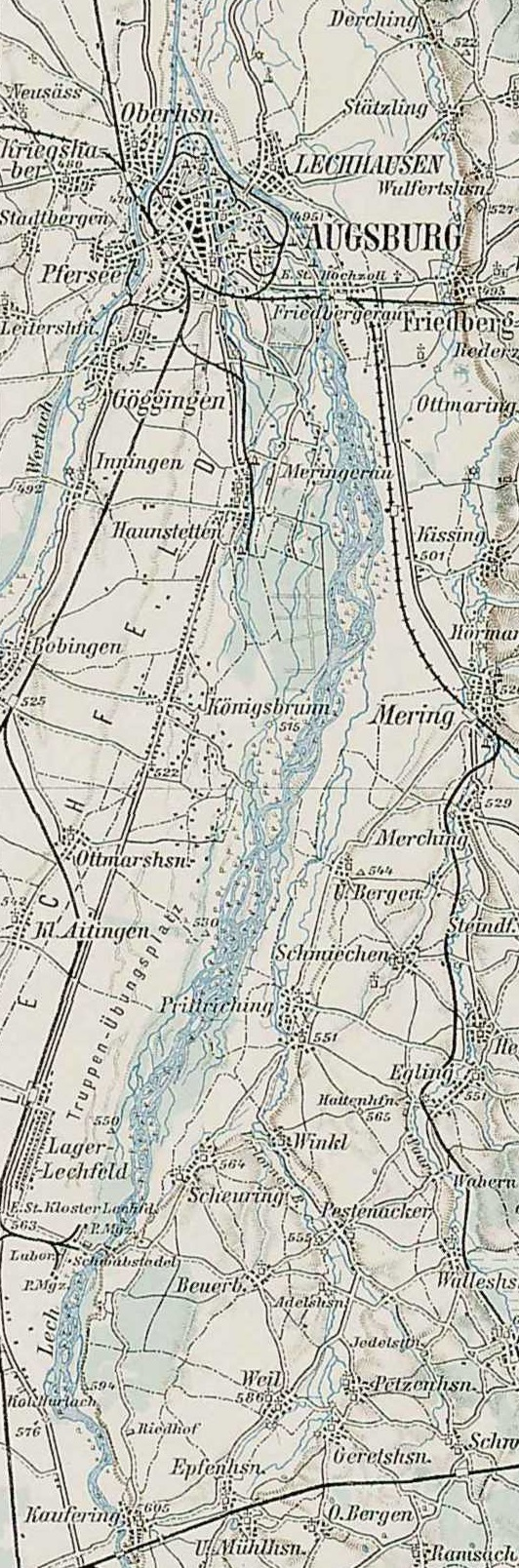
Der Lech zwischen Landsberg und Augsburg auf einer Karte von 1904

Die Lechheiden verdanken ihre Entstehung ausgerechnet dem Menschen. Ein ursprüngliches mitteleuropäisches Landschaftsbild würde ausgedehnte Waldflächen zeigen. Im Lauf der Jahrtausende prägte der Mensch seine Umwelt, er wandelte Naturlandschaften zu Kulturland um. Nur durch menschliches Zutun und das Regime der Sense blieben diese Flächen baumfrei. Würden die Pflegearbeiten beendet, so würden konkurrenzstarke Arten wie Birken, Weiden oder Pappeln einwandern und die typische Wiesenvegetation verdrängen. Die störanfällige Lebensgemeinschaft Wiese würde sich im Laufe weniger Jahrzehnte zu einer Buschlandschaft und schließlich zum Wald zurückentwickeln. Waldfreie Stellen kämen demnach nur an Meeresküsten, Gewässern, Mooren und Trockenhängen vor. Magerrasen oder Trockenrasen, wie wir sie kennen, wären nicht existent. Großflächige Wiesen entstanden erst mit der Erfindung von Geräten für die Heuernte.
Erst nach 1900 setzte die Ausweitung der Ackerflächen ein. Immer mehr Biotope kamen unter den Pflug. Mit dem Anwachsen der Konsumgesellschaft veränderten sich auch die Rahmenbedingungen für Bauern. Die Landwirtschaft wurde immer weiter industrialisiert und arbeitet bis heute unter starkem Wettbewerbsdruck. Schwere Maschinen verwandelten weite Flächen in Futterweiden. Die bunte Blumenwiese musste einer monochromen Fettwiese weichen. Durch intensive Düngung, z. B. Ausbringung von Odeljauche (Gülle), werden viele Pflanzen verdrängt. Nur noch einige überleben ins dieser „grünen Wüste“. Dabei handelt es sich um Arten, die kurze Fortpflanzungsperioden aufweisen und sich damit auch bei ständiger Mahd behaupten können, darunter z. B. der Löwenzahn. Diese artenarmen Futterwiesen beherbergen nur 25 unterschiedliche Pflanzenarten und stehen damit in einem starken Gegensatz zu den artenreichen Trockenrasen.
Um 1800 bestand der Lech aus vielen verzweigten kleineren und größeren Bächen und Flüssen. Ein breites Areal wurde von zahlreichen Rinnen zerfurcht, die ein unregelmäßiges Bodenrelief formten. Infolge der Lechbewegungen entstand ein breites Flusstal mit einer weiten Schotterebene. Durch Flussbegradigung wurden große Teile des Biotopes Lech entwässert. Viele Inselchen und Flächen, die unzugänglich oder durch Altarme geschützt waren, wurden vernichtet. Heute existieren nur noch wenige Altarme oder Altwasser, die zumeist eine Großzahl unterschiedlicher Lebewesen beherbergen.

## Naturschutzgebiete und Naturschutz
Die Auwald- und Heideflächen des Augsburger Lechfeldes wiesen vor ca. 1000 Jahren eine mehrere tausend Hektar große Gesamtfläche aus. Die heutigen Naturschutzgebiete sind sehr kleine Restflächen der einst mächtigen Lechtalheiden; sie entsprechen etwa einem Prozent der Ausgangsgebiete. Die wichtigsten Schutzgebiete sind nachfolgend aufgelistet:
| - Augsburger Stadtwald - Handtuchwald - Hurlacher Heide - Königsbrunner Heide - Kissinger Heide | - Thierhauptener Heide - Ötzer Heide - Prittrichinger Heide - Schießplatzheide | - Dürrenastheide - Kuhsee-Heide - Taglilienfeld (Rehling) - Auwaldbereiche und Leiten des Lechs |

Es gibt auch Projekte, die Anlass zur Hoffnung auf ein neues Umweltbewusstsein geben:
- Kissinger Bahngruben/Neue Heiden aus zweiter Hand (Ausgleichsfläche der deutschen Bahn)
- Merchinger Heide/Neue Heiden aus zweiter Hand (2005 eingeweihte Regenerationsheide)

In jüngster Zeit kamen diese Heideflächen hinzu. Die Humusschicht der einst bewirtschafteten Ackerflächen wurde abgetragen und ein Bodenrelief, das dem einer Flusslandschaft ähnelt, wurde geschaffen. In den ersten Jahren konnte sich bereits eine Ersatzvegetation bilden, in ca. 20 Jahren wird sich die typische Vegetation der Kalkmagerrasen einstellen. Es ist auf längere Sicht hin geplant, bestehende Schutzheiden mit den neugeschaffenen Flächen zu verbinden.
Viele Heidegebiete konnten bereits in der NS-Zeit unter Naturschutz gestellt werden. Nach dem Zweiten Weltkrieg war an Naturschutzbelange nicht zu denken. Wertvolle Flächen kamen unter den Pflug oder wurden aufgeforstet. Erst in den 60er- und 70er-Jahren wurden weitere Flächen zu Naturschutzgebieten erklärt. Es ist erfreulich festzustellen, dass heute noch weitere Flächen hinzukommen.
(siehe auch: Naturschutz)

### Die einzelnen Naturschutzgebiete
Die Naturschutzgebiete beherbergen ca. 3000 unterschiedliche Arten, darunter 680 Pflanzenarten. Viele davon stehen auf roten Listen und sind äußerst gefährdet. Damit bilden der Augsburger Stadtwald und die Lechheiden einen der artenreichsten mitteleuropäischen Lebensräume.

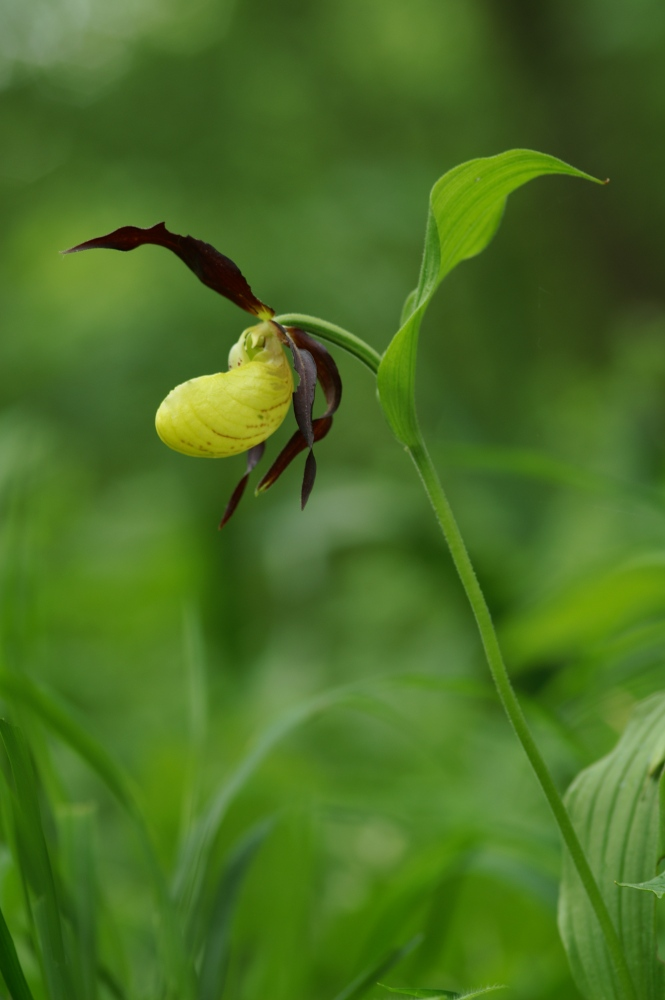
Gelber Frauenschuh

- Der Augsburger Stadtwald ist ein Waldgebiet, das direkt in und an das Stadtgebiet Augsburgs grenzt. Seine Fläche beträgt etwa 21,5 km². Er zeichnet sich besonders durch das Gefüge unterschiedlicher Einzellebensräume aus. Er wird besonders stark von Besuchern und Freizeitsportlern frequentiert und ist sehr beliebt und populär. Zahlreiche Informationstafeln erklären den Besuchern das Ökosystem Stadtwald mit seinen Tier- und Pflanzenarten. Im Gebiet verteilen sich zahlreiche kleinere Heiden und Tümpel. Der Großteil der Flächen besteht aus Mischwald- und Auwaldflächen. In den Randbereichen dünnt sich die Waldgesellschaft zu einem lichten Kiefernwald aus. Der Frauenschuh kommt im Bereich des Stadtteils Haunstetten besonders häufig vor. Zudem wächst an vielen Tümpeln die gelbe Schwertlilie.

- Die Leiten des Lechs bilden zwischen Augsburg und Landsberg am Lech ein sehr lang ausgedehntes, fast ununterbrochenes Naturschutzgebiet. Zum größten Teil sind sie mit Auwäldern und lichten Kiefernwäldern bewachsen. Diese sind immer wieder durch kleine Trockenrasen unterbrochen. Der Lech ist meist auf beiden Seiten mit Wegen ausgebaut und gut mit dem Fahrrad erkundbar. Es liegen zahlreiche Seen am Lech, die wiederum eine bedrohte Wassertierwelt beherbergen. Darunter sind: Kuhsee, Weitmannsee und Auensee. Die Lechstaustufe 23 wurde als Vogelschutzgebiet ausgewiesen und ist als Brutbiotop unersetzbar geworden. Auch die zahlreichen Hochwasserschutzdämme werden wieder von Knabenkräutern bevölkert.

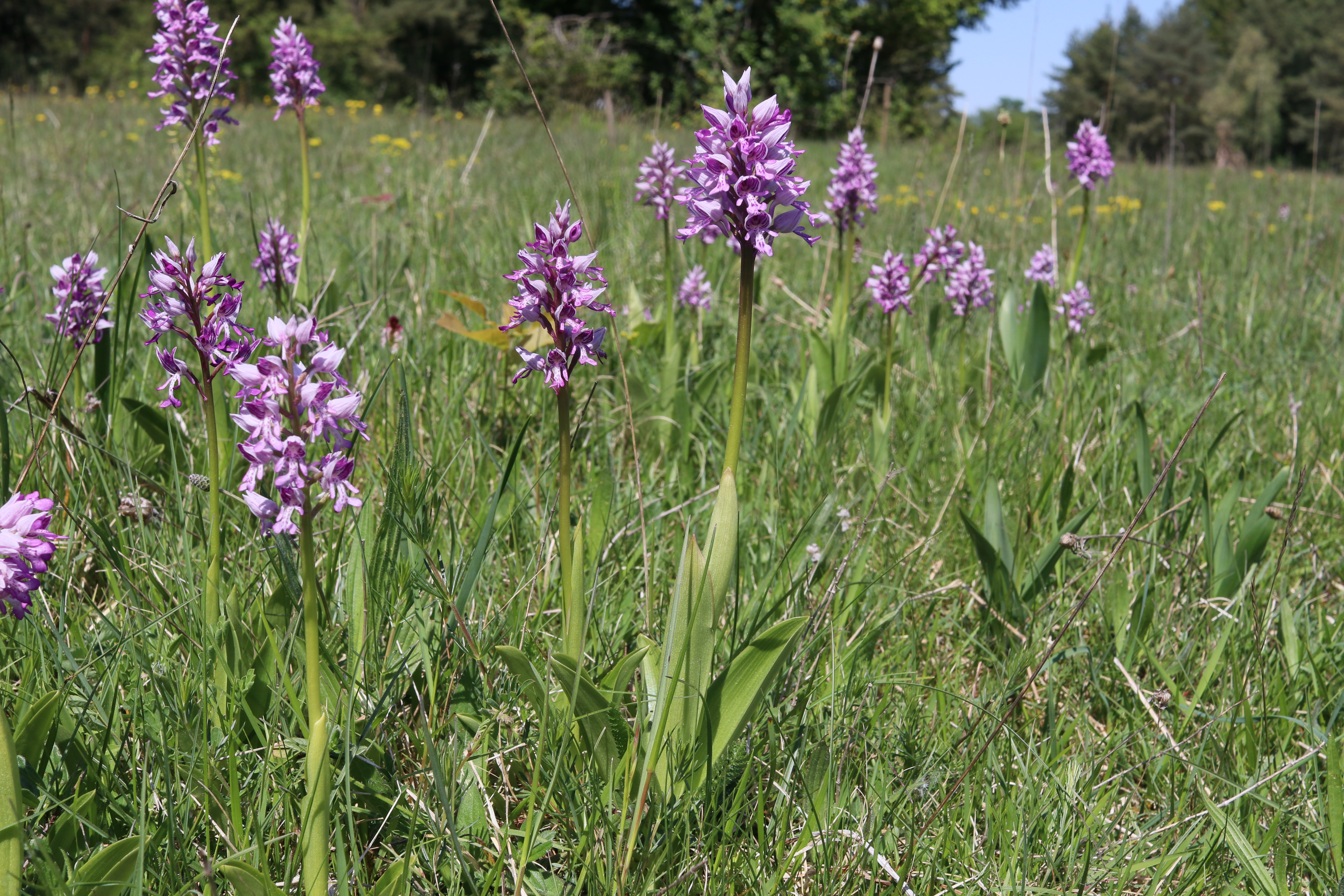
Helm-Knabenkraut auf einer Lechtalheide bei Rain (Lech)

- Die Heiden und Trockenrasen des Lechs sind für mitteleuropäische Orchideen von großer Wichtigkeit. Der Trockenrasencharakter und die Unberührtheit bieten ihnen letzte Rückzugsmöglichkeiten. Es handelt sich um seltene botanische Schatzkammern. Auf den Heiden finden sich Knabenkräuter und vier Ragwurzarten. Insgesamt haben 20 unterschiedliche Orchideen auf den Halbtrockenrasen Fuß gefasst. Das Ausbleiben jeglicher Düngung ermöglicht der Küchenschelle eine solide Population auf den Heidegruben an der B17 und auf der Kissinger Heide. Eine botanische Besonderheit stellt das Massenvorkommen der Sumpf-Siegwurz vor allem auf der Königsbrunner Heide dar. In niederschlagreichen Sommern erblühen tausende rosafarbene Glocken und verwandeln die Heide in ein Blütenmeer. Die deutschlandweit im Rückgang begriffene Herbstzeitlose bildet auf der Kissinger Heide einen herbstlichen Blütenteppich aus. Die Vegetationsbestände der Lechheiden zeigen oft große Unterschiede, auch wenn sie nur einige Kilometer trennen. Dafür scheint vor allem das Bodenrelief verantwortlich zu sein. Einige Heiden weisen ein fast ebenes Gelände auf, andere verfügen über eine flussgeformte Landschaft mit Senken, Vertiefungen und Rinnen. Zudem ist die geometrische Lage der Fläche entscheidend. So können die Heiden in Geländevertiefungen, auf Hügeln oder in Flussnähe liegen. All diese Faktoren beeinflussen das jeweilige Mikroklima.

- Das Auwald und Taglilienfeld bei St. Stephan liegt nördlich von Augsburg bei Rehling. Hier bietet sich eine seltene Besonderheit. Man findet hier Deutschlands einziges natürliches Taglilienfeld (Rehling). Die Blütenpracht kann im Juni und Juli bestaunt werden. Der angrenzende Naturauwald bietet dem Türkenbund, der Herbstzeitlosen und dem Gelben Frauenschuh ein natürliches Rückzugsgebiet. Die Fläche ist im Besitz des Naturwissenschaftlichen Vereins Schwaben e. V.

- Die ehemaligen Bahngruben und neue Heiden aus zweiter Hand wurden beim ehemaligen Streckenbau der Deutschen Bahn als Ausgleichsflächen ausgewiesen. Innerhalb einiger Jahrzehnte konnte sich hier eine Ersatzvegetation ausbilden. Auch Orchideen besiedelten die Schutzflächen neu, darunter auch Seltenheiten wie die Bienenragwurz. Im Zuge des geplanten Biotopverbundes wurden diese Flächen unter Naturschutz gestellt, und somit ihre Wichtigkeit hervorgehoben. Es handelt sich um künstlich erzeugte Ersatzlebensräume. Mit Baumaschinen wurde versucht, ein Bodenrelief zu erzeugen, das dem einer ehemaligen Wildflusslandschaft gleicht. Um den Trockenrasencharakter zu erreichen, wurden die obersten Lösslehmschichten abgetragen. Gräben, Senken und Rinnen wurden geschaffen, um die wichtigen Mikroklimen zu begünstigen. Die Regenerationsflächen bilden in den ersten 10 bis 15 Jahren eine Ersatzvegetation aus. Erst nach 20 bis 30 Jahren findet man die typische Heidevegetation mit Knabenkräutern und Enzianen vor. Eine langsamere Aushagerung per Mahd würde etwa die doppelte Zeit für die Wiederbevölkerung in Anspruch nehmen.

- Die Trinkwasserfassungsbereiche der Wasserversorger stehen zwar meist nicht unter Naturschutz, konnten jedoch aufgrund von Umzäunungen oder Begehverbot eine bedrohte Biotoplandschaft erhalten. Die Trinkwasserversorger arbeiten mit den Naturschutzverbänden zusammen, die beispielsweise eine Beweidung durch Schafe durchsetzen konnten.

## Pflegemaßnahmen

Wegführung statt Trampelpfad

Der Erhalt der typischen Heidevegetation ist nur dann möglich, wenn eine regelmäßige Mahd durchgeführt wird. Diese sind im Turnus auf Blüte- und Wachstumsphasen der Pflanzen abgestimmt. Einen großen Verdienst erwarben sich dabei ehrenamtliche Helfer unterschiedlicher Vereinigungen, darunter zum Beispiel der Alpenverein oder der Bund-Naturschutz. Zudem müssen die Gebiete weitestgehend baumfrei gehalten werden, um dem Charakter einer offenen Heidelandschaft zu entsprechen. Die Aufforstungs-Bemühungen kamen größtenteils zum Stillstand. Die störungsanfällige Heidevegetation kann mit den schnellwachsenden Baumarten nicht konkurrieren und wird immer weiter verdrängt.
Derzeit erlebt die Wanderschäferei ein Revival am Lech. Unter dem Begriff „Lechtal-Lamm“ wird zudem hochwertiges Fleisch der Weidetiere vermarktet. Bei allen positiven Aspekten der „natürlichen Rasenmäher“ sollte Überweidung vermieden werden. Aktuell ist eine kostbare Teilfläche der Königsbrunner Heide gefährdet. Die anschließenden Naturwaldflächen werden weitestgehend sich selbst überlassen und bilden urwaldartige Lebensräume aus.
Erst in den 80er-Jahren wurde die Pflegeverantwortung von Grünämtern und der „Unteren Naturschutzbehörde“ übernommen. Plangemäß sollten vorgelagerte Wiesen nicht mehr gedüngt werden. Die entstehenden Pufferzonen können sich so zu Magerrasen entwickeln, diese Umwandlung kann 30–50 Jahre in Anspruch nehmen. Man spricht bei diesem Vorgang von Aushagerung.

## Naturschutzmaßnahmen

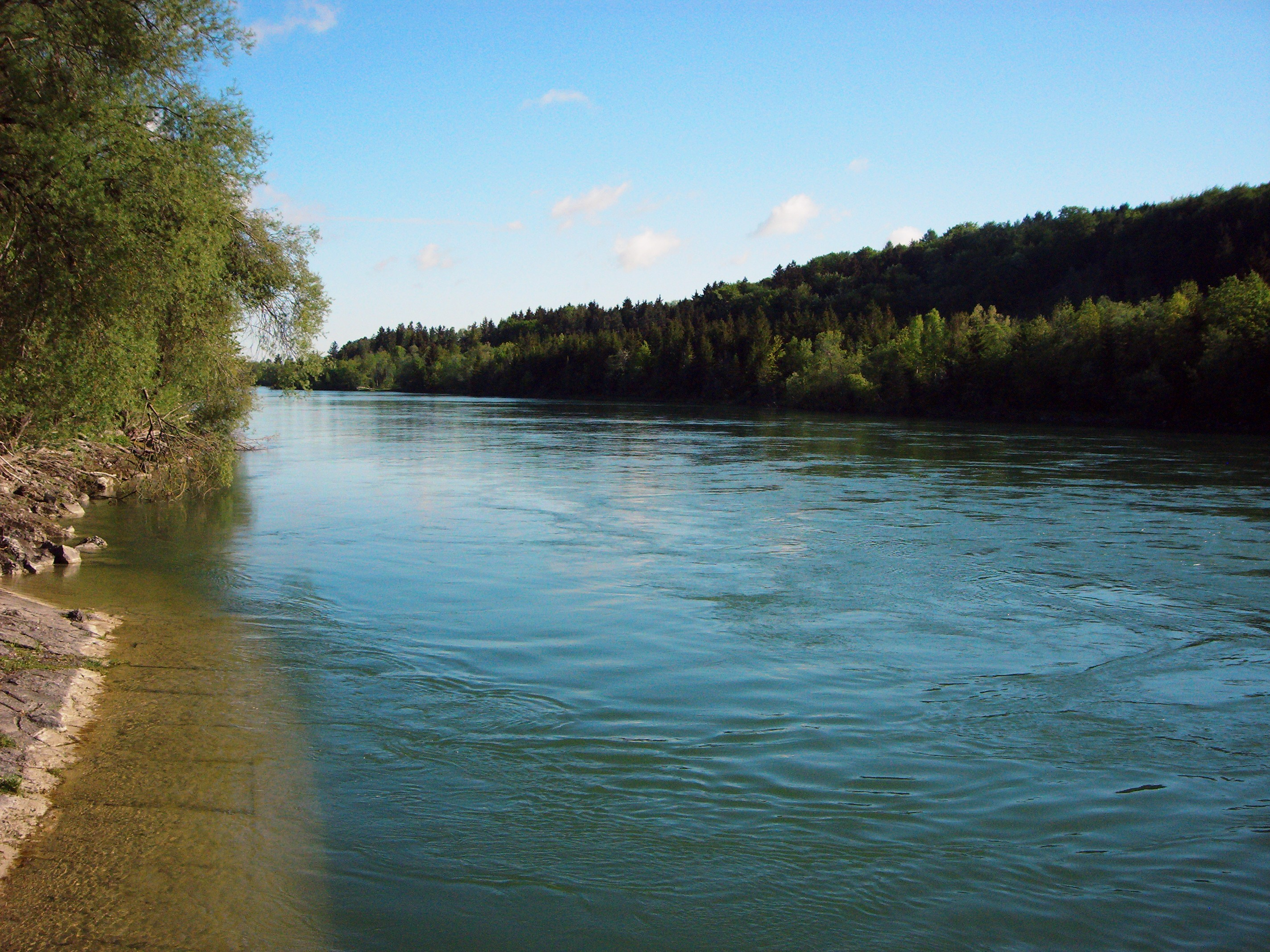
Der Lech unterhalb der Staustufe bei Seestall

Gemäß der Europäischen Wasserrahmenrichtlinie wurde mit Fischtreppen an allen Staustufen von Merching bis Landsberg ein über 30 Kilometer langer Fischwanderweg angelegt.
Der Freizeitwert der Naturschutzgebiete um den Lech ist hoch. Ein Großteil der Heiden und Auen liegen nur einen Steinwurf von menschlichen Siedlungen entfernt. Dementsprechend hoch werden diese durch Besucher und Freizeitsportler frequentiert. Zum Schutz von Brutvögeln und Pflanzen müssen die Besucherströme sinnvoll gelenkt und eingeschränkt werden.
Für das im Landkreis Landsberg am Lech befindliche Landschaftsschutzgebiet „Lechtal Nord“ wurde in der Landschaftsschutzgebietsverordnung von 1987 bereits aus drei Gründen Schutzmaßnahmen definiert:
„1. die Leistungsfähigkeit des Naturhaushaltes, insbesondere die einzigartige Biotopverbindung zwischen Alpen und Jura mit wertvollen Florenelementen (z.B. Alpenschwemmlingen), Kiesbrenner und Heideflächen sowie vor allem die Staustufen 21 und 22 als Artenreservoir und ungestörtes Verbreitungsgebiet für Tier- und Pflanzenarten zu erhalten; 2. die Vielfalt, Eigenart und Schönheit des Landschaftsbildes, insbesondere den landschaftsprägenden Flusslauf des Lechs mit uferbegleitenden Auwaldungen und Altwasserresten inmitten der weitgehend ausgeräumten Flur der angrenzenden Lechplatte zu bewahren und 3. der Bevölkerung ein naturnahes Wander- und Erholungsgebiet zu sichern.“
Hierzu zählen zwischen den Staustufen 18–22 für ausgewiesene Flächen ein Betretungs- oder ein Befahrungsverbot mit Wasserfahrzeugen und Schwimmkörpern aller Art. Dieses gilt für die Staustufen 18, 19, 20 von 1. März bis 31. Juli und für die Staustufen 21 und 22 ganzjährig.

Des Weiteren hat die untere Naturschutzbehörde 2011 per Verordnung ein ganzjähriges Betretungsverbot für das Biberrevier Haltenberger Au unterhalb der Burgruine Haltenberg erlassen.
Eines der beliebtesten Ausflugsziele stellt die Königsbrunner Heide dar. Die Magerrasen weisen eine empfindliche, dünne Humusschicht auf, die durch Trittschäden mehr beeinträchtigt wird, als es den Anschein hat.
Im Besonderen zur Reduzierung der Trittflächen wurde deshalb das Wegenetz reduziert und Pfade gekennzeichnet. Da der Naturschutz bereits bei jedem einzelnen Besucher der Heide beginnt wird auf die wichtigste Regel: „Verlassen Sie bitte keine Pfade“! hingewiesen. Hunde sollten an der Leine geführt werden, da sie u. a. die Heidevegetation durch Tritte und chemisch aggressive Verkotung gefährden. Zudem können Bodenbrüter wie der Baumpieper gestört werden. Das Ausweiten der bestehenden Wege kann z. B. durch den Verzicht auf das Mitschieben eines Fahrrades vorgebeugt werden. Auf das Pflücken von Pflanzen sollte generell verzichtet werden. Einige Seltenheiten ähneln ungeschützten Arten, womit Verwechslungen nicht auszuschließen sind. Ausgraben von Pflanzen oder Zwiebeln ist verboten und wird mit Geldbußen geahndet.

## Initiative „Lebensraum Lechtal“

Logo der Initiative
Lebensraum Lechtal

Die Initiative Lebensraum Lechtal wurde vom Verband für Landschaftspflege ins Leben gerufen. Sie kümmert sich um alle Naturschutzbelange wie z. B. Biotopverbund, Informationstafeln und Pflegeverantwortung. Der Arbeitsbereich erstreckt sich von Schongau bis zur Donaumündung. Im gesamten Lechgebiet wurden zahlreiche Informationstafeln errichtet, um die Besucher auf die vielfältigen Lebensräume aufmerksam zu machen. Die modern gestalteten Tafeln sollen den Menschen die Besonderheit der heimatlichen Kulturlandschaft ans Herz legen. Zusätzliche Informationen sind als Broschüre oder via Internet erhältlich. Das umfangreiche Projekt ist nur unter Mithilfe der betroffenen Gemeinden, Landkreise, Wasserversorgern, Landwirten und dem Bund Naturschutz in Bayern möglich.
Beteiligte Landkreise und Kommunen
| - Landkreis Donau-Ries - Landkreis Augsburg - Landkreis Aichach-Friedberg - Landkreis Landsberg am Lech | - Landkreis Weilheim-Schongau - Landkreis Ostallgäu - Stadt Augsburg |

## Flora/Pflanzenwelt

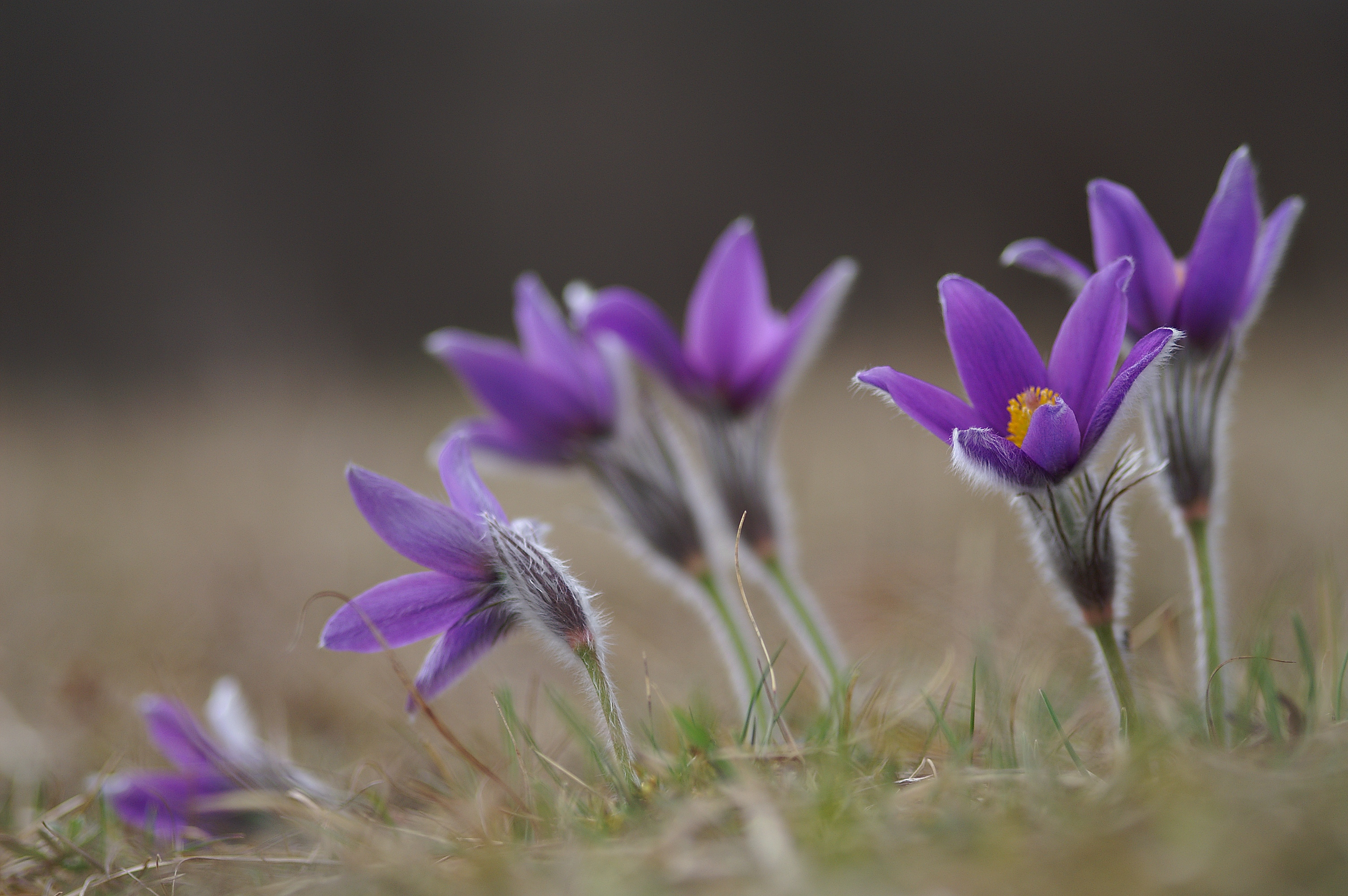
Kuhschellen

Auf den Heide- und Auwaldflächen des Augsburger Bereichs haben sich viele Pflanzen unterschiedlicher Regionen eingebürgert. Der Lech dient dabei als Florenbrücke. So konnten hier einige Alpenpflanzen Einzug halten, darunter finden sich viele Enzianarten. Die alpinen Gewächse konnten ihre Samen über das Flussgewässer selbst in nördliche Richtung ausbringen oder eine schleichende Ausbreitungsbewegung über das Schotterbett des Lechs vollziehen. Das warme Mikroklima begünstigte das Einwandern unterschiedlicher Knabenkräuter und Ragwurzen aus dem submediterranen Raum, im Laufe der Zeit bildeten sie eigenständige Arten aus. Insgesamt finden sich auf den Lechheiden 28 unterschiedliche Orchideenarten. Auch einige Eiszeitrelikte konnten sich einbürgern und überleben.
Endemiten
Augsburger Steppen-Greiskraut (Tephroseris integrifolia subsp. vindelicorum Krach): Dieser stark gefährdete Endemit wurde 1988 von Brigitte Krach erstbeschrieben und kommt nur auf den Lechtalheiden bei Augsburg vor.
Dealpine Arten
Alpengewäche wie Kugelblume oder Enzian
Kontinentale Arten
Arten östlicher Steppengebiete wie Kalkaster, Küchenschelle oder Geißklee
Submediterrane Arten
Pflanzen des Mittelmeerraumes, auf den Lechheiden vier sehr seltene Ragwurzarten
Orchideen des Lechtales

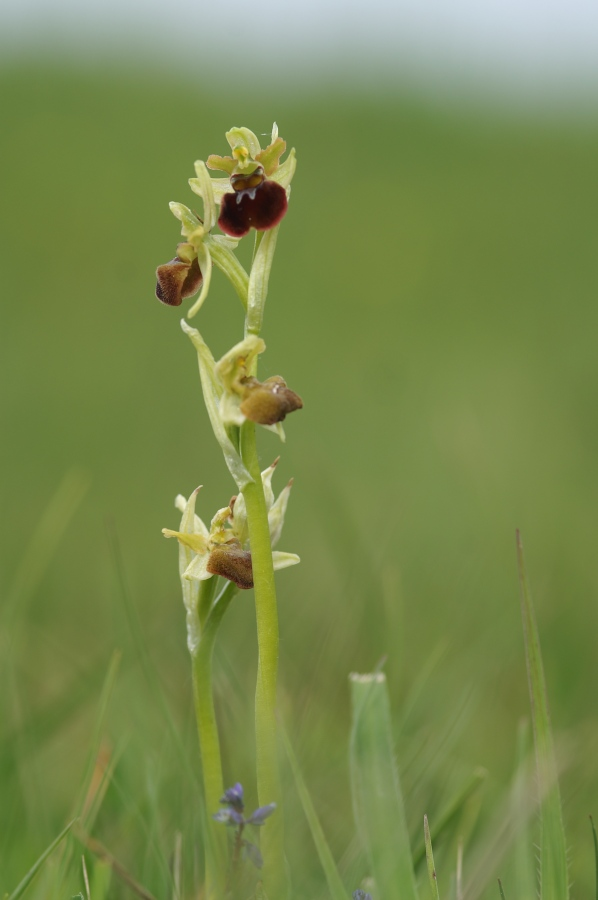
Im Mai: Große Spinnen-Ragwurz

Die Lechtalheiden erlangten durch das große Artenvorkommen unterschiedlicher Orchideengattungen Berühmtheit in der botanischen Welt. Dies wird durch den abwechslungsreichen Lebensraum Trockenrasen begünstigt. Viele Einzelcharakteristiken der Böden ermöglichen auch das Wachstum von Arten die auch hier eher untypisch wären. Einige der häufigsten Orchideen der Lechheiden sind Mücken-Händelwurz, Helm-Knabenkraut, Brand-Knabenkraut und die Sumpf-Stendelwurz. Diese Arten zeigen ein stabiles und konstantes Auftreten. Das Brand-Knabenkraut ist auf den Lechheiden in deutlicher Ausbreitung begriffen. Das Große Zweiblatt ist in Deutschland eine der häufigsten Orchideen, hier kommt sie nur zerstreut vor. Die südmediterranen Ragwurzarten sind exotisch anmutende Schönheiten mit sehr zerstreutem bis seltenem Vorkommen. Die Fliegen-Ragwurz und Hummel-Ragwurz haben ein relativ konstantes Auftreten. Seltenheiten stellen die Bienen-Ragwurz und die Große Spinnen-Ragwurz dar, sie sind unstet und können mehrere Jahre ausbleiben. Die Bienen-Ragwurz wurde erst 1964 neu entdeckt. Ebenfalls vereinzelt wachsen die Pyramiden-Hundswurz, Korallenwurz sowie das Kleine Knabenkraut. Eine fast ausschließlich in den Lechleiten und Auwäldern vorkommende Orchidee ist der Europäische Frauenschuh. Allgemein selten und zerstreut sind Rotes Waldvöglein, Weißes Waldvöglein und Schwertblättriges Waldvöglein, auf den großen Heideflächen sind sie praktisch nicht zu finden. Zudem kommen noch folgende Orchideen auf dem Gebiet des Lechfeldes vor: Braunrote Stendelwurz, Breitblättrige Stendelwurz, Vogel-Nestwurz, Herbst-Drehwurz, Zweiblättrige Waldhyazinthe, Wohlriechende Händelwurz, Wanzen-Knabenkraut und Fuchs’ Knabenkraut. Wie alle in Deutschland vorkommenden Orchideen, sind auch diese vom Aussterben bedroht und strengstens geschützt. Die Hauptblüte- und Wachstumszeit der meisten Orchideen liegt zwischen Mai und August.
(siehe auch: Orchideen)
Enzianarten

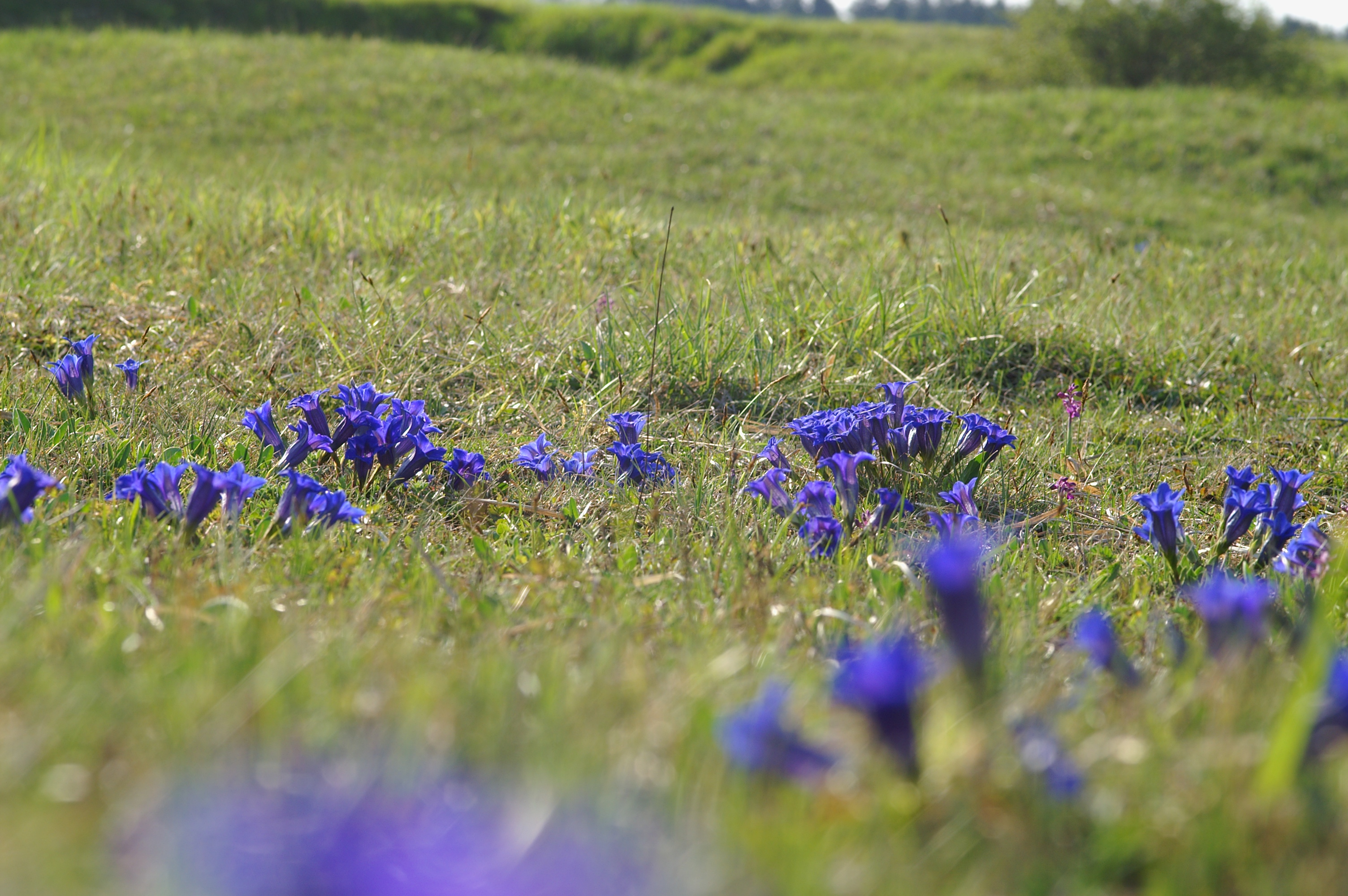
Anfang Mai: Stängelloser Kalk-Enzian und Kleines Knabenkraut

Die kalkhaltigen Böden sind für Enzianarten eine willkommene Heimat. Ihr Blütenbild begleitet die Heiden vom zeitigen Frühjahr bis in den Herbst. Frühblüher ab April sind der Stängellose Enzian und der Frühlings-Enzian. Bereits im Mai setzt der Schlauch-Enzian blaue Akzente. Ein typischer Sommerenzian ist der Schwalbenwurz-Enzian der immer seltener auf den Lechheiden vorkommt. Der Deutsche Enzian zählt mit seinen zahlreichen Einzelblüten zu den schönsten Enzianarten am Lech. Von August bis Oktober bildet das dunkelblau des Fransenenzians letzte Farbtupfer in der herbstlichen Wiese, auch diese Art nimmt in ihrer Ausbreitung ab.
(siehe auch: Enziane)
Typische Vegetation der Lechheiden
Auf den Lechheiden finden sich einige Pflanzen, deren Ausbreitungsgrenzen auf diesem Gebiet enden, wie z. B. der Regensburger Geißklee. Viele Arten sind nur im Bereich des Lechs anzutreffen, darunter die Schwarzviolette Akelei oder der Klebrige Lein. Andere sind typische und allgemeine Präge- oder Zeigerarten für den Lebensraum. Trockenrasen, lichte Schneeheide-Kiefernwälder oder Auwälder werden von ihnen bewachsen. Hier sind zu nennen: Silberdistel, Brunelle, Hauhecheln, Knollige Kratzdistel, Wiesen-Flockenblume oder die Skabiosen-Flockenblume. Zu diesen gesellen sich noch allgemeine Wiesenblumen und Wiesenpflanzen wie: Wald-Engelwurz, Baldrian, Akelei, Glockenblume oder die Herbstzeitlose. Durch die vielen Blütenpflanzen, welche fast über das ganze Jahr blühen, werden viele Insekten und Tagfalter angelockt. Durch die Besonderheiten im Detail können aber auch besonders bedrohte Arten Fuß fassen. Sumpf-Siegwurz, Türkenbund und Taglilien bilden dabei botanische Schönheiten. Aber auch kleine, weniger auffällige Blümchen haben hier letzte Refugien gefunden. Absolute Seltenheiten sind die Gewöhnliche Kugelblume und die Herzblättrige Kugelblume. An feuchten Stellen kommen dagegen untypische Gewächse wie der Salomonssiegel, das Vergissmeinnicht, Echte Mondraute, Echte Schlüsselblume, Sumpfdotterblume oder die seltene und bedrohte Mehlprimel vor. Echte Einwanderer der Alpenregionen sind Alpen-Pippau und Schneeheide.
(siehe auch Blumenwiese)

## Fauna/Tierwelt
Die pflanzen- und blütenreichen Lechheiden beherbergen eine Vielzahl an Tieren. Die Blüten der Blumenwiesen sind vor allem für spezialisierte Tag- und Nachtfalter unersetzbar. Viele Schmetterlinge sind infolge der monotonen Landwirtschaftsflächen heimatlos geworden und vom Aussterben bedroht. Auf den Heiden des Lechs finden sie letzte Refugien. Doch sind die Heideflächen zu klein und zu weit auseinander liegend, als dass sie Tierarten retten könnten.
Tagfalter
| - Admiral - Aurorafalter - Blauäugiger Waldportier - Brauner Waldvogel - Brombeer-Zipfelfalter - Distelfalter - Dunkler Wiesenknopf-Ameisenbläuling - Feuriger Perlmuttfalter | - Gelbringfalter - Goldene Acht - Graubindiger Mohrenfalter - Hauhechelbläuling - Himmelblauer Bläuling - Kleiner Feuerfalter - Kleiner Fuchs - Kleiner Perlmuttfalter | - Kleines Wiesenvögelchen - Landkärtchen - Nierenfleck-Zipfelfalter - Rotbraunes Wiesenvögelchen - Rundaugen-Mohrenfalter - Schachbrett - Schlehen-Zipfelfalter - Schwalbenschwanz | - Sechsfleck-Widderchen - Silbergrüner Bläuling - Heuspanner - Tintenfleck-Weißling - Wachtelweizen-Scheckenfalter - Weißbindiges Wiesenvögelchen - Zitronenfalter |

Nachtfalter
| - Braune Tageule (tagaktiver Nachtfalter) - Kleiner Weinschwärmer - Wolfsmilchschwärmer |

Praktisch über das gesamte Sommerhalbjahr können unterschiedliche Nektar spendende Pflanzen angeflogen werden. Auch die Imkerei zieht ihren Nutzen daraus: Zahlreiche feste oder mobile Imkereien sind in unmittelbarer Nachbarschaft zu den Naturschutzflächen positioniert. Wiesenflockenblumen sind ausgiebige Futterquellen für Bienen und Hummeln. Auf den Heiden finden sich seltene Ameisenarten wie: Große Knotenameise, Große Kerbameise, Schmalbrust-Ameise und die Harpa-Ameise. Eine winzige Wanze, die Netzwanze, die nur eine Größe von drei Millimetern erreicht, kommt hier vor. Ihr nächster Fundort liegt in Ungarn, ihr eigentlicher Lebensraum ist das südöstliche Russland.
Die besonnten Freiflächen bieten Wärme liebenden Reptilien einen abwechslungsreichen Lebensraum. So hat die Schlingnatter eines ihrer größten Ausbreitungsräume im Lechtal. Zauneidechsen und Mauereidechsen stellen hier dem seltenen Sandlaufkäfer nach. Kreuzottern und Blindschleichen ziehen waldige und unterwuchsreiche Orte vor. Die Ringelnatter lauert an feuchten Stellen Fröschen und anderen Kleintieren auf. Die Moore und Tümpel des Augsburger Stadtwaldes sind wichtige Habitate für Amphibien. Hier tummeln sich Grasfrosch, Springfrosch, Laubfrosch und Erdkröte. Die Wechselkröte bevorzugt kiesiges Ödland.
Das Vogelschutzgebiet der Lechstaustufe 23 ist ein wichtiges Brutgebiet unserer Wildvögel geworden. Naturbelassene Auwälder sind gedeckte Tische für Vögel und Kleinsäugetiere. Zahlreiche Spechte finden Nahrung in Althölzern. Viele Singvögel, darunter das Rotkehlchen sind regelmäßige Gäste. Unterholzreiche Wälder bieten zahlreichen Kleintieren Unterschlupf. Durch ihre Unzugänglichkeit schützt sich die Natur hier selbst. Im direkten Lechbereich bieten Schotterfelder und Steilufer weitere Naturflächen. Sie sind Heimat von Wasseramsel, Eisvogel und Flussregenpfeifer. Der mosaikartige und unterschlupfreiche Lebensraum wird von zahlreichen Wildtieren wie Kaninchen, Eichhörnchen, Reh und Fuchs gerne angenommen. An Altarmen und Nebenflüssen breitet sich der Biber aus, was von einigen Menschen bereits wieder skeptisch gesehen wird.
In der sommerlichen Wiese lauert die Veränderliche Krabbenspinne auf einer Blüte verharrend, anfliegenden Insekten auf. Allgemein in Ausbreitung begriffen ist die Wespenspinne. Zur Geräuschkulisse der Heide gehören neben Vögeln auch Insekten wie: Heidegrashüpfer, Schwarzfleckiger Grashüpfer und Feldgrille. Typische Käfer der Blumenwiese sind Blattkäfer, die als Pflanzenfresser oft auf Blüten gefunden werden können.

## Lebensräume

### Halb-Trockenrasen
Trockenrasen sind durch Gräser und krautigem Bewuchs geprägte Sonderstandorte. Wie die Bezeichnung Trockenrasen bereits vermuten lässt, handelt es sich um trockene Wiesen mit lückenhafter Vegetation. Niederschlagswasser sickert schnell in den Schottergrund ab. Dies wird zum einen durch wasserdurchlässige Böden, oder zum anderen durch Steilhanglagen begünstigt. Diese Gegebenheiten begünstigen unterschiedliche Mikroklimen, wobei im Sommer Temperaturmaxima von bis zu 50 °C erreicht werden können. Die Lechtalheiden haben sich meist auf Halb-Trockenrasen ausgebildet, welche in einigen Bereichen auch in Feuchtwiesen übergehen können, ohne die typischen Merkmale eines Trockenrasens zu verlieren. Aufgrund der Nährstoffarmut werden Trockenrasen auch als Magerrasen bezeichnet. Für unterschiedliche Reptilien stellen diese besonnten Wärmeinseln einen idealen Lebensraum dar.

### Auwald-Brenne

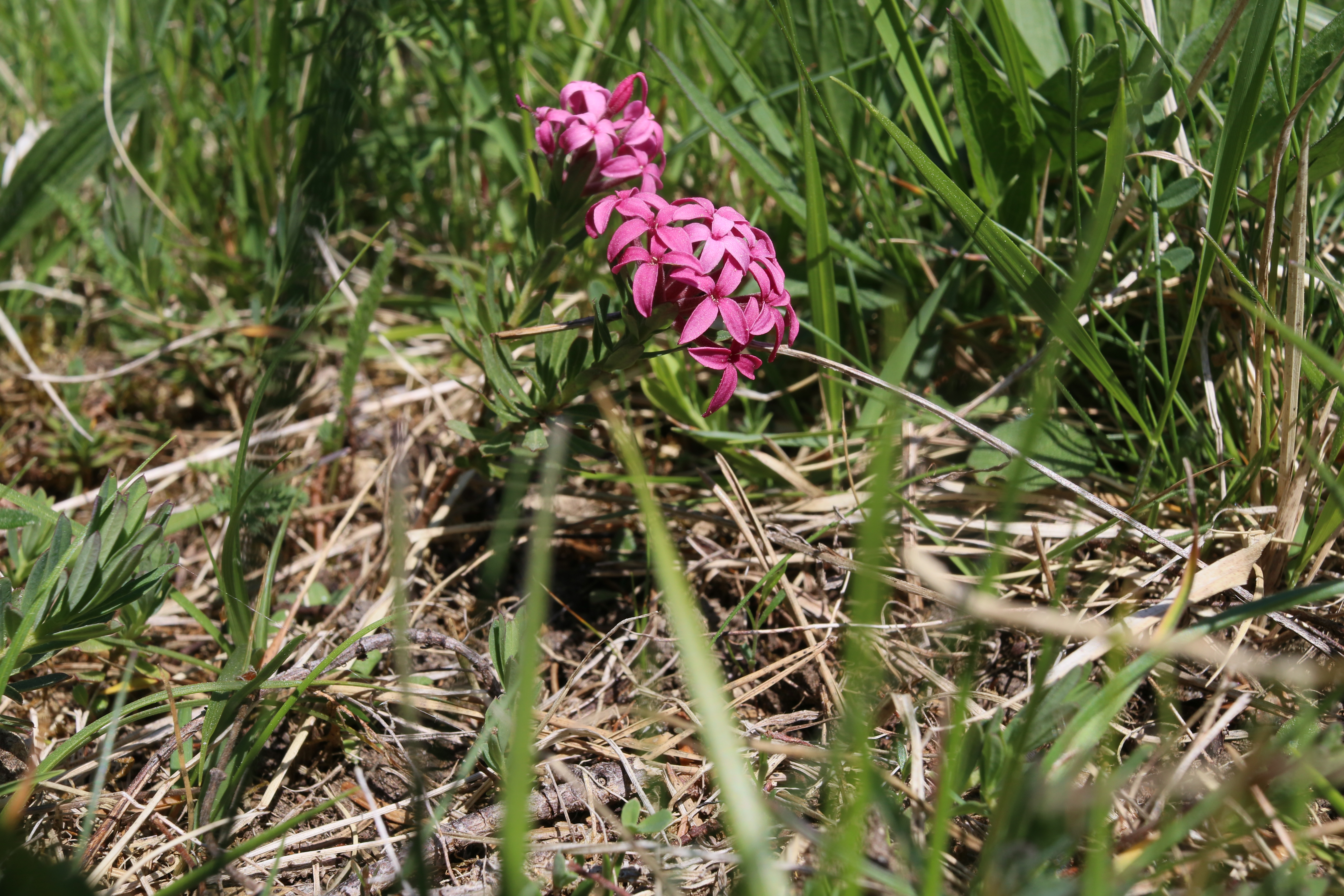
Der in Deutschland sehr seltene Rosmarin-Seidelbast ist noch auf einzelnen Lechbrennen an zu treffen, wie hier im Landkreis Donau-Ries

Brennen sind mikroklimatische Sonderstandorte, sie liegen in Auwälder ähnlich einem Kessel. Der umliegende Wald verhindert kühlende Luftbewegungen. Die Temperaturen in einer Brenne liegen deshalb oft weit über den Umlandtemperaturen. Im Lechgebiet wird der Trockencharakter zusätzlich durch die bereits angesprochenen wasserdurchlässigen Böden gefördert. An einigen Stellen können sich dennoch wechselfeuchte Bedingungen einstellen. Hier können Rinnen und Mulden aufgezählt werden, in ihnen kann sich Luftfeuchtigkeit länger halten. Auf den wechselfeuchten Bereichen siedeln gerne Pflanzen, die für diesen Lebensraum eigentlich untypisch sind. So finden wir auf den Lechheiden als Beispiel die Sumpf-Stendelwurz oder die Sumpf-Siegwurz. (siehe auch Brenne)

## Das Heide-Jahr

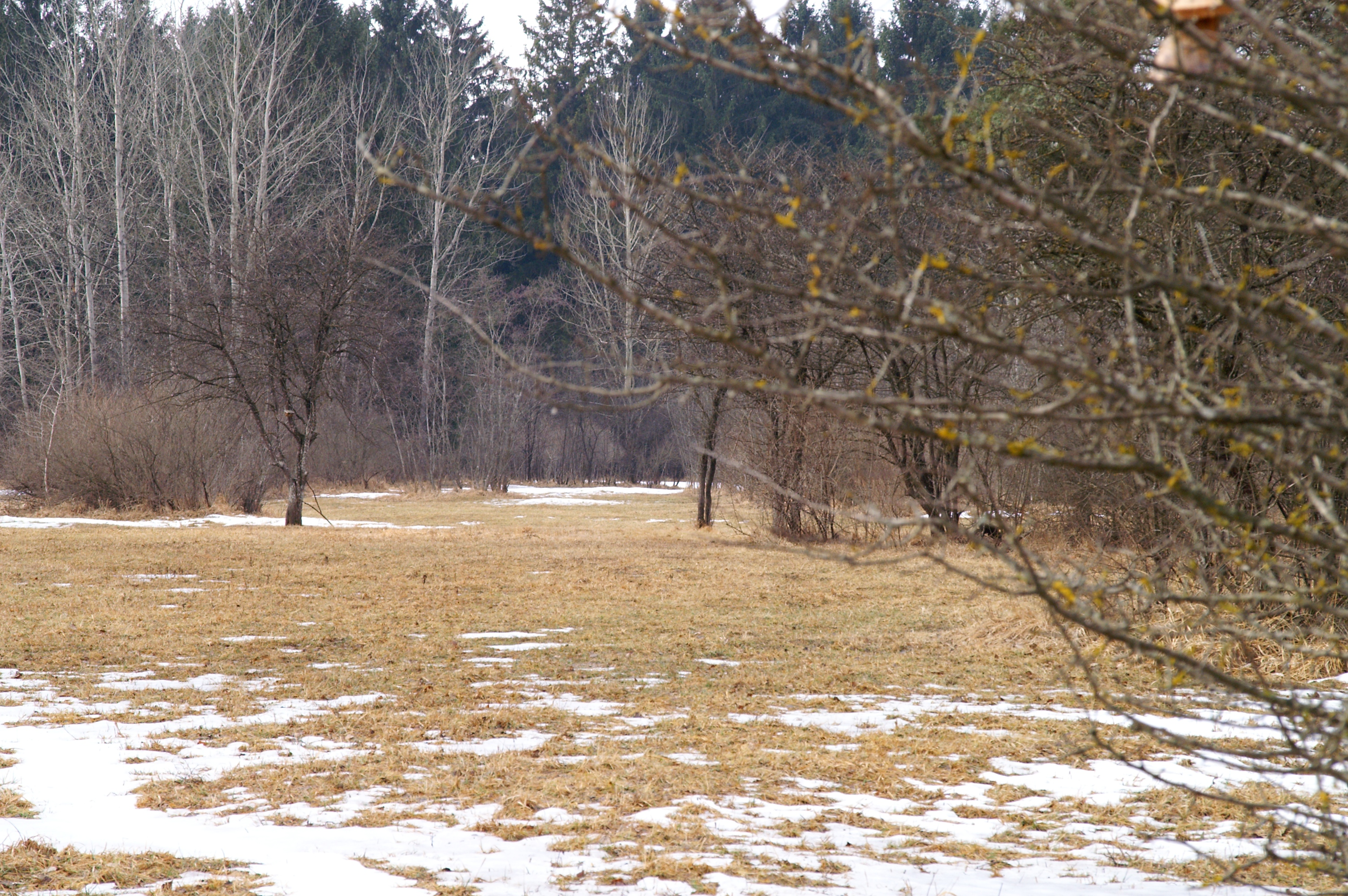
Halbtrockenrasen im Winter

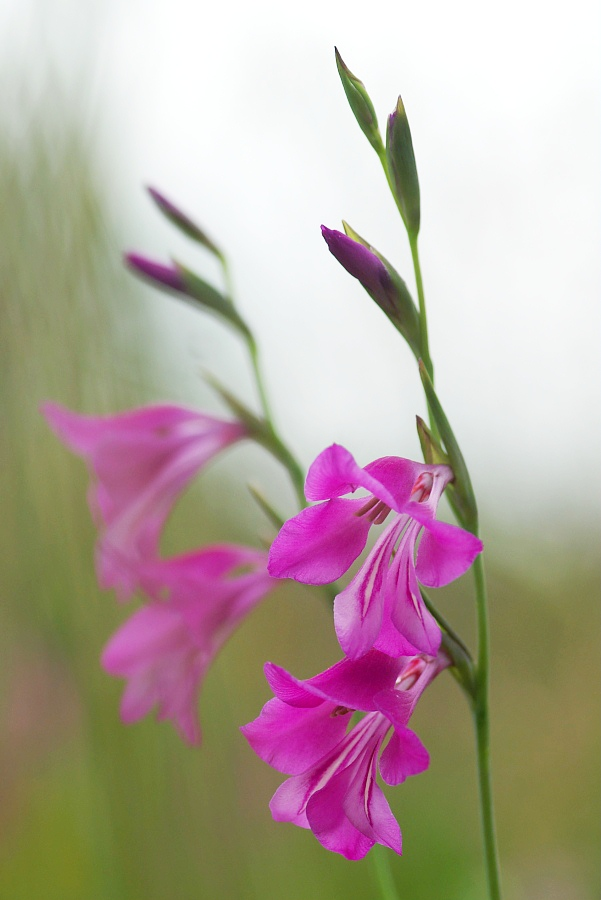
Im Juni: Sumpf-Siegwurz

Die Grasflächen der Magerrasen sind im Jahresverlauf von mehreren Hoch- bzw. Tiefständen der Vegetationsdecke geprägt. Nach einem langen Winter erwacht die Pflanzenwelt im März zunächst sehr zaghaft. Die meisten Pflanzen haben in Zwiebeln, Rhizomen oder als Samen überwintert. Die Farben spielen jetzt zwischen Ocker- und Brauntönen und bieten ein relativ tristes Bild. Die Heide befindet sich noch im ersten Tiefstand, doch die Sonnenstrahlen der Frühjahrssonne sind bereits stark genug um einige Pflanzen und Pflänzchen zum Austreiben zu bewegen. Typische März- oder Aprilpflanzen sind Schneeheide, Küchenschelle, Erd-Segge und das rauhaarige Veilchen. Ende April ziehen auch unterschiedliche Grassorten im Wachstum nach. Anfang Mai setzen der Stängellose Enzian und der Frühlingsenzian tiefblaue Akzente in den Magerrasen. In den Monaten Mai bis Juni bietet die Heide eine große Fülle unterschiedlicher Pflanzenarten, darunter auch zahlreiche Orchideen. Die Wiese scheint in diesen Monaten regelrecht zu explodieren. In diesen Monaten sind Spaziergänge auf den Magerrasen am reizvollsten. Im Juli hat die Wiese ihren Zenit erreicht und die Sense setzt ein jähes Ende, der Magerrasen hat seinen zweiten Tiefstand erreicht. Das Mahdgut wird noch eine kurze Zeit getrocknet, bis es abtransportiert werden kann. Die nachwachsenden Gräser erreichen Ende September Höhen von bis zu 150 cm. Im Spätsommer erblühen Fransen-Enzian, deutscher Enzian und Goldaster. Die Silberdistel öffnet ihre silberne Krone und duftender Lauch ragt in die Höhe. Ende Oktober stellt sich die Vegetation auf den kommenden Winter ein. Die Vegetation trifft Vorkehrungen zum Überdauern des Winters, die Fortpflanzungsphasen sind bereits abgeschlossen. Als Flugsamen wartet bereits eine neue Generation auf den nächsten Frühling. Der erste Schnee drückt Gräser und Blumen zu Boden, der letzte Jahrestiefstand ist erreicht. Die folgende Schneeschicht schützt die Vegetation aufgrund ihrer isolierenden Funktion vor strengem Frost.

## Galerie

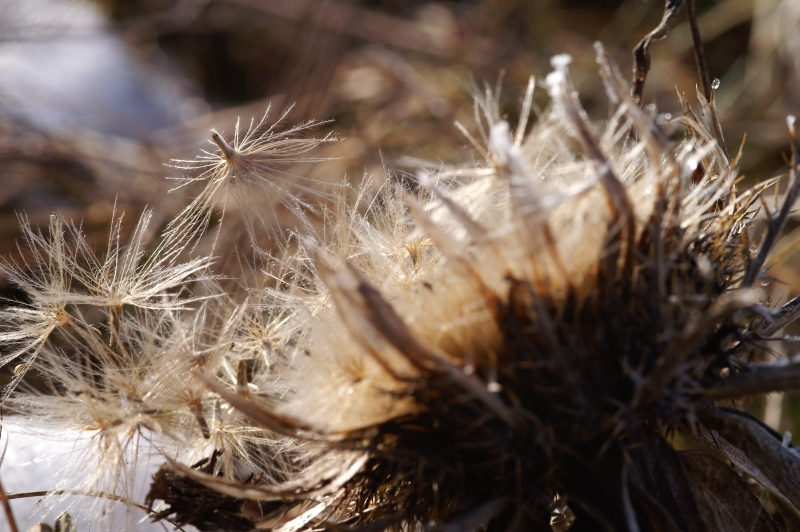
Samen der Silberdistel
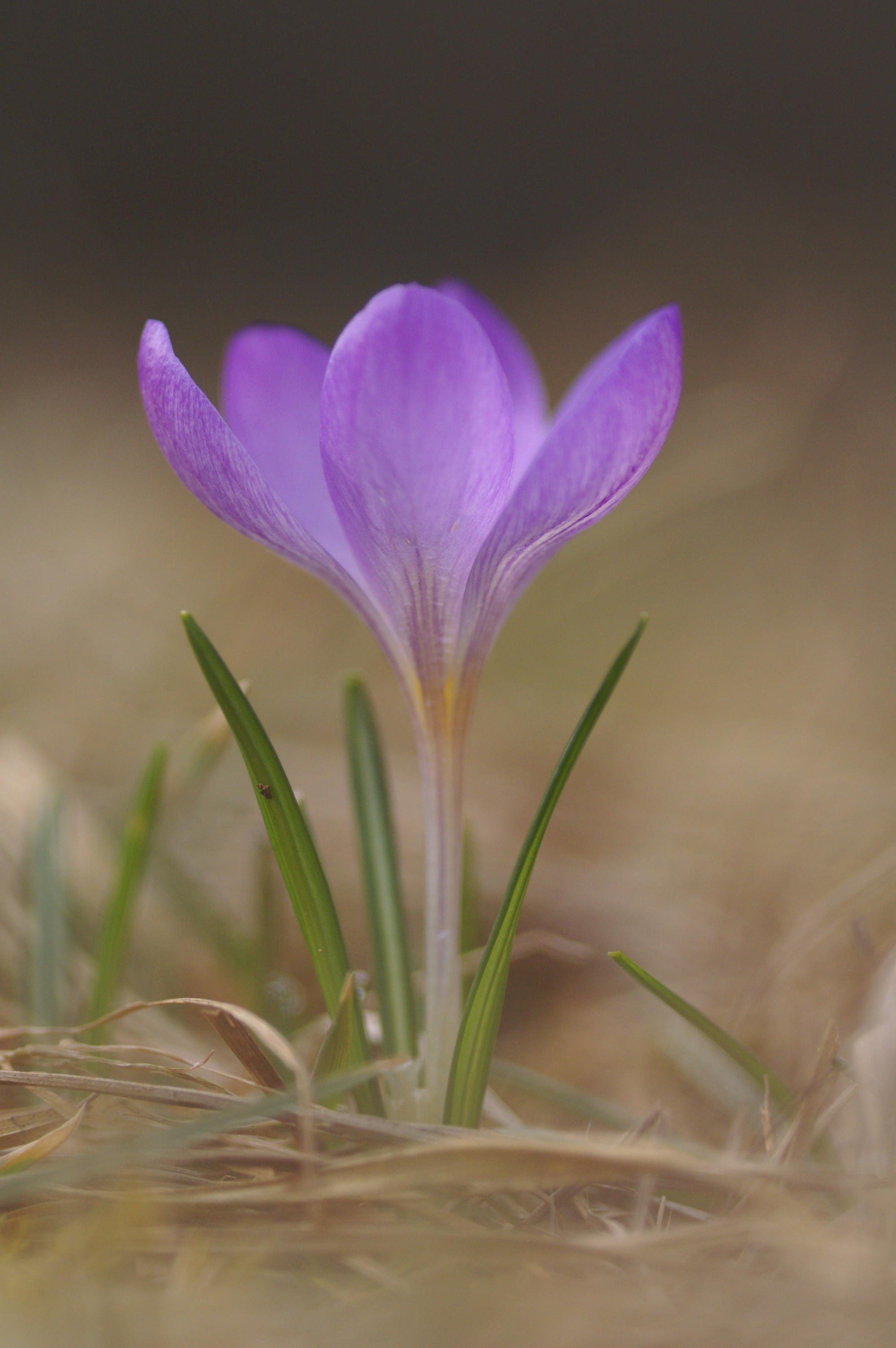
Auf den Lechheiden sehr selten: der Frühlings-Krokus
Helm-Knabenkraut
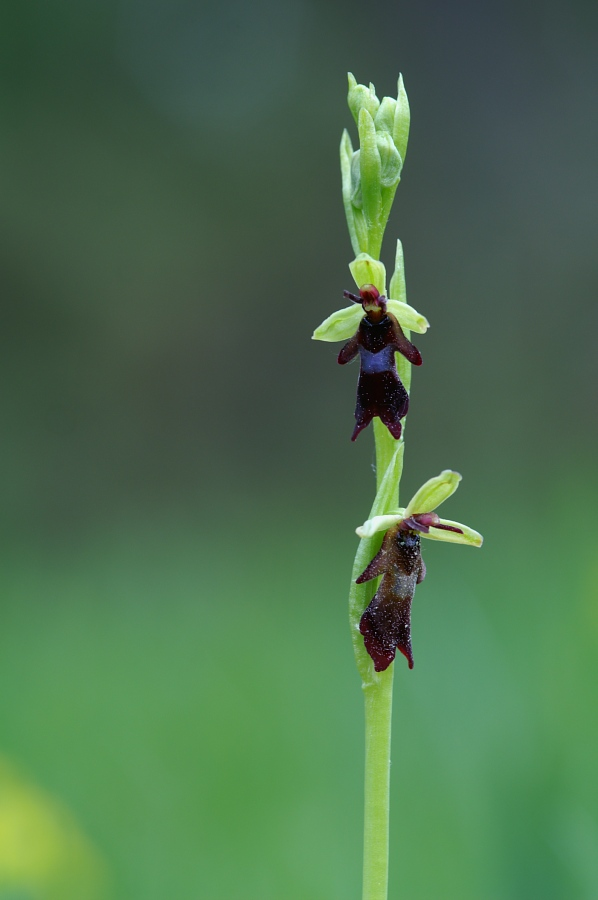
Fliegen-Ragwurz
Seltene Albinoform der Hummel-Ragwurz